# 徐定禎
徐定禎（1961年1月3日—），中華民國政治人物，民主進步黨籍，生於苗栗縣頭份市，為常任文官、地政士出身，現任台灣中小企業聯合輔導基金會董事長，曾任行政院中部聯合服務中心執行長、第1屆頭份市市長、第16－17屆頭份鎮鎮長、苗栗縣地政士公會理事長、中華不動產估價師聯合事務所所長、苗栗縣竹南地政事務所課員等職，女兒里唯為模特兒。

## 政治生涯

### 2018年苗栗縣縣長選舉
2018年4月11日，徐定禎宣布參選第十八屆苗栗縣縣長選舉，挑戰同樣曾擔任頭份鎮鎮長的中國國民黨籍時任苗栗縣縣長徐耀昌；民主進步黨與過去頭份鎮鎮長選舉模式一樣，用「不提名」來禮讓徐定禎。2018年8月，徐定禎公開與國民黨籍前苗栗縣縣長劉政鴻結盟，徐定禎與劉政鴻數度同台，民進黨苗栗縣黨部執行委員朱泰平以違紀參選苗栗縣縣長表達抗議，時代力量苗栗縣議員候選人曾玟學也發文抗議。結果徐定禎僅在劉政鴻的地盤後龍鎮及通霄鎮以些微差距勝出，徐耀昌則順利連任。

### 2020年苗栗縣第二選舉區立法委員選舉
2019年9月2日，加入民主進步黨並接受徵召，參與苗栗縣第二選舉區立法委員選舉。但因為與泛藍關係友好被質疑，許多泛綠民眾轉向投給中間派的温俊勇。最終在上屆吳宜臻大贏近2,000票的卓蘭鎮本次也落後497票，就連曾經執政的頭份市也大輸7,735票，在其餘深藍票倉皆大幅落後，從上屆小輸7,000多票拉大到大輸四萬多票。

### 2022年苗栗縣縣長選舉
2022年，被民進黨提名參選第十九屆苗栗縣縣長選舉，但最後未能勝選。

## 選舉紀錄
| 年度 | 選舉屆數               | 選舉區           | 所屬政黨   | 得票數  | 得票率 | 當選標記 | 備註   |
| ---- | ---------------------- | ---------------- | ---------- | ------- | ------ | -------- | ------ |
| 2009 | 第十六屆頭份鎮鎮長選舉 | 苗栗縣頭份鎮     | 無黨籍     | 16,348  | 37.65% |          | [ 11 ] |
| 2014 | 第十七屆頭份鎮鎮長選舉 | 苗栗縣頭份鎮     | 無黨籍     | 26,635  | 53.65% | [ 12 ]   |        |
| 2018 | 第十八屆苗栗縣縣長選舉 | 苗栗縣           | 無黨籍     | 112,704 | 37.03% |          | [ 13 ] |
| 2020 | 第十屆立法委員選舉     | 苗栗縣第二選舉區 | 民主進步黨 | 50,629  | 30.07% |          |        |
| 2022 | 第十九屆苗栗縣縣長選舉 | 苗栗縣           | 民主進步黨 | 91,260  | 31.24% |          |        |

## 外部連結
- 徐定禎的Facebook專頁